# To the Death (film fra 1917)
To the Death er en amerikansk stumfilm fra 1917 af Burton L. King.

## Medvirkende
- Olga Petrova som Bianca Sylva
- Mahlon Hamilton som Etienne Du Inette
- Wyndham Standing som Jules Lavinne
- Henry Leone som Antonio Manatelli
- Evelyn Brent som Rosa